# Chipao
Chipao é um distrito do peru, departamento de Ayacucho, localizada na província de Lucanas.

## Transporte
O distrito de Chipao é servido pela seguinte rodovia:
- PE-30A, que liga o distrito de Nazca (Região de Ica) à cidade de Abancay (Região de Apurímac)
- PE-30B, que liga o distrito de Coracora (Região de Ayacucho) à cidade de Andahuaylas (Região de Apurímac)  [1][2][3]